# Hydropsyche angustipennis
Hydropsyche angustipennis là một loài Trichoptera trong họ Hydropsychidae. Chúng phân bố ở miền Cổ bắc.